# Art des Seldjoukides d'Anatolie
 (mars 2024).
Si vous disposez d'ouvrages ou d'articles de référence ou si vous connaissez des sites web de qualité traitant du thème abordé ici, merci de compléter l'article en donnant les références utiles à sa vérifiabilité et en les liant à la section « Notes et références ».
L'art des Seldjoukides d'Anatolie, comme son nom l'indique, a été produit dans cette région entre 1071 et 1304. Il est très proche de l'art Syro-Égyptien contemporain.
Continuant sur leur lancée, les Turcs Saljukides poursuivirent leurs conquêtes jusqu'en Anatolie, où ils s'installèrent, prenant Konya comme capitale. Après la bataille de Mantzikert en 1071, on considère qu'ils constituent un sultanat indépendant de celui de leurs cousins Iraniens ; et même si on retrouve dans l'art une influence Iranienne, les productions anatoliennes sont très différentes. La dynastie se perpétue jusqu'au début du XIVe siècle, malgré les croisades et les nombreux affrontements entre gouverneurs, mais leur pouvoir semble s'éteindre dès 1243 après les invasions mongoles.

## Architecture
L'architecture se présente comme une synthèse de différents styles. On y trouve ainsi des influences iraniennes (iwans, coupoles, mosaïque de céramique), syriennes (ablaq), arméniennes, anatoliennes (usage exclusif de la pierre, disparition ou rétrécissement de la cour)… Dès le XIIe siècle, on observe une recherche sur la salle sous coupole, et différents essais voient le jour pour tenter de l'intégrer aux bâtiments.
Un édifice important est le complexe de Divrigi, constitué d'une mosquée et d'un hôpital et construit par un architecte syrien pour Ahmad Shah. Son décor, en céramique notamment, est extrêmement riche, au point d'être qualifié de "baroque" par certains spécialistes. On y note la présence d'une aigle bicéphale, symbole de la dynastie.
La période des Saljukides de Rum est également très fertiles en madrasa, qui datent pour la plupart du XIIIe siècle. La plus ancienne est celle de Diyarbakir, où étaient enseignés les quatre rites, et qui était jointe à une école médicale, un asile, et un observatoire. On en trouve également à Konya, Mahdin, Kayseri, etc. Les triangles turcs, qui apparaissent pour soutenir les coupoles au XIIIe siècle, sont également utilisés.

## Objets

### Céramique
La céramique d'Anatolie est alors difficile à distinguer de celle de Syrie et de Jezirah. Les carreaux de revêtement peints sous glaçures sont très utilisés, et le lustre semble aussi avoir été employé. Dans ce monde changeant et composite qu'est le Proche-Orient à cette période, les influences sont nombreuses et variées, et il est très délicat de déterminer ce qui appartient à qui.

### Métal
Le métal, lui aussi, est fortement influencé par la Syrie et le monde Iranien. Les centres de production se situent dans la région de Diyarbakir et à Konya. On utilise du bronze, mais aussi des matériaux précieux, comme l'argent et l'or. On connaît même une pièce unique en bronze émaillé.

### Bois
Le bois, quant à lui, est un médium majeur de l'art des Saljukides de Rum. Il est travaillé en petits éléments assemblés à rainures et languettes, qui prennent différentes formes : polygones, étoiles… Il n'est jamais associé à l'ivoire, mais les éléments de bois sont sculptés d'arabesques profondes et finement retravaillées. Généralement, le bois est utilisé pour de grands minbars, mais également pour des porte-Corans et des cénotaphes.

## Art du livre
On connaît enfin un manuscrit illustré vraisemblablement du XIIIe, conservé à la bibliothèque du palais de Topkapi. C'est le seul représentant de l'art du livre de cette période, mis à part quelques Corans enluminés. Le texte est celui de Warka et Gulsha, une histoire d'amour écrite vers l'an 1000 par Ayyuki pour le sultan Mahmud de Ghazna,. Le style serait très influencé par l'Asie centrale, avec des fonds très colorés.